# Résidence Université
La résidence Université est un immeuble à appartements situé sur le boulevard Gustave Roullier à Charleroi (Belgique). Il a été conçu en 1935 par l'architecte Marcel Leborgne.
Ce bâtiment a reçu la première mention du prix d’architecture Van de Ven en 1938.

## Histoire
Ce bâtiment est de style « paquebot » comme l'immeuble Marin situé au numéro 9 du boulevard Rouiller. Tous deux ont été construits par Leborgne la même année.

## Architecture
Dans cet immeuble construit par Marcel Leborgne en 1935, les appartements sont répartis sur 5 niveaux. L'organisation interne des appartements est classique, avec un hall central qui distribue les différentes pièces afin d'obtenir un apport lumineux optimal.

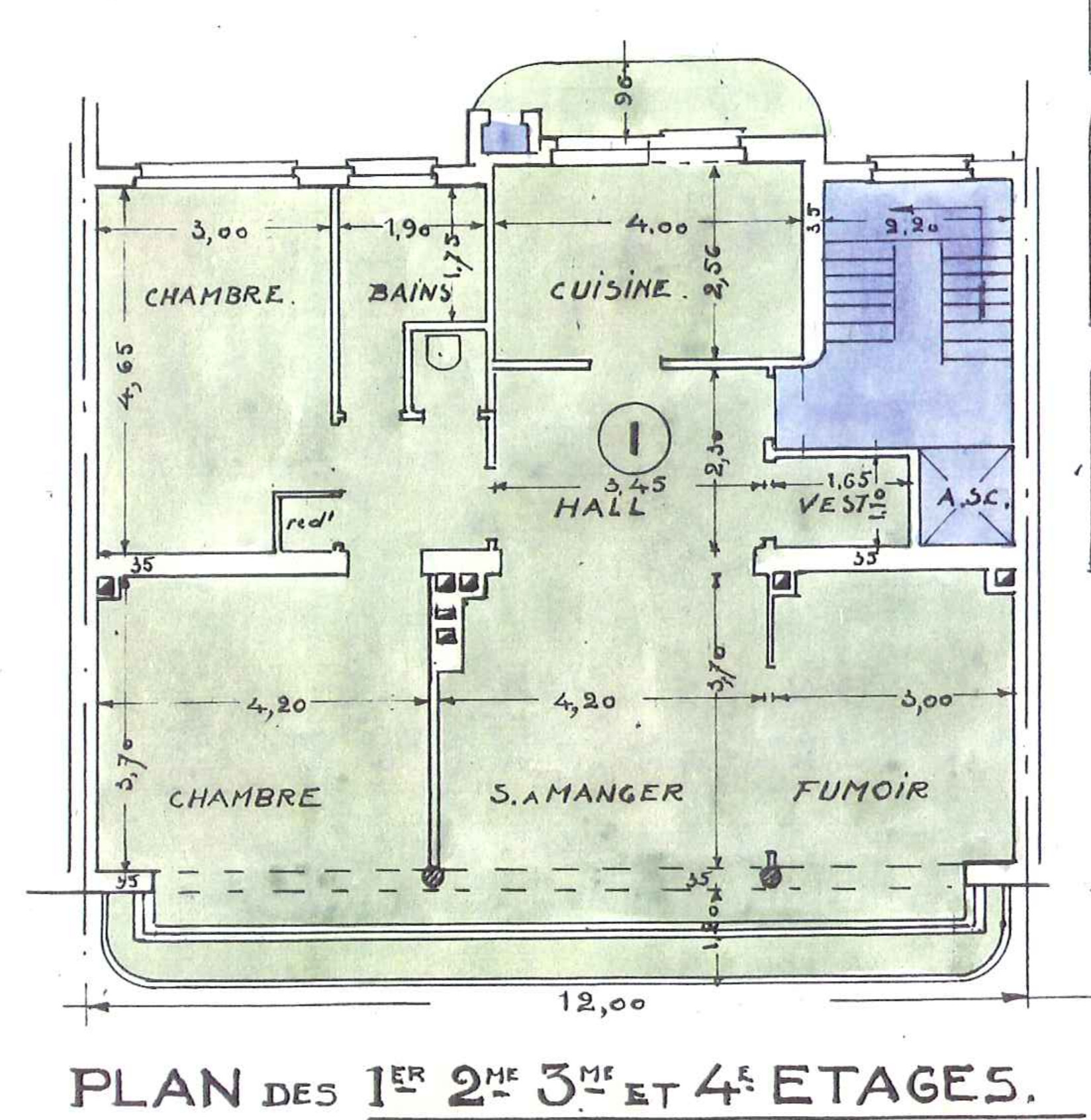
Plan du 1er étage, réalisé à posteriori par l'architecte Jacob en 1976

Tous les appartements, du premier au quatrième étage, suivent un agencement identique. Du côté de la façade principale se trouvent la salle à manger, le fumoir et une chambre. À l’arrière, on retrouve la cuisine, la salle de bain, un WC séparé et une seconde chambre. La cage d’escalier est située dans un angle de ce même côté. L’accès au bâtiment s’effectue par une porte latérale au rez-de-chaussée. Pour rejoindre les appartements des étages supérieurs, il faut emprunter un couloir intérieur menant à la cage d’escalier et à l’ascenseur. Ce couloir empiète sur l’espace du salon de l’appartement du rez-de-chaussée, réduisant ainsi sa superficie.
La façade principale en style « paquebot » est caractérisée par des fenêtres et des balcons avec garde-corps en métal. L'architecte profite d'une structure en béton armé pour libérer la façade du maximum de pleins, offrant à chaque étage un bandeau continu de fenêtres, illuminant chambre et living de lumière naturelle. Le rez-de-chaussée est asymétrique avec une porte d'entrée latérale vitrée surmontée de trois hublots. Si toute la façade est recouverte de briques jaunes, le rez-de-chaussée se caractérise par un soubassement en pierre bleue et carreaux de faïencerie crèmes.
Le programme architectural actuel reste fidèle au concept initial.